# Gracie Abrams

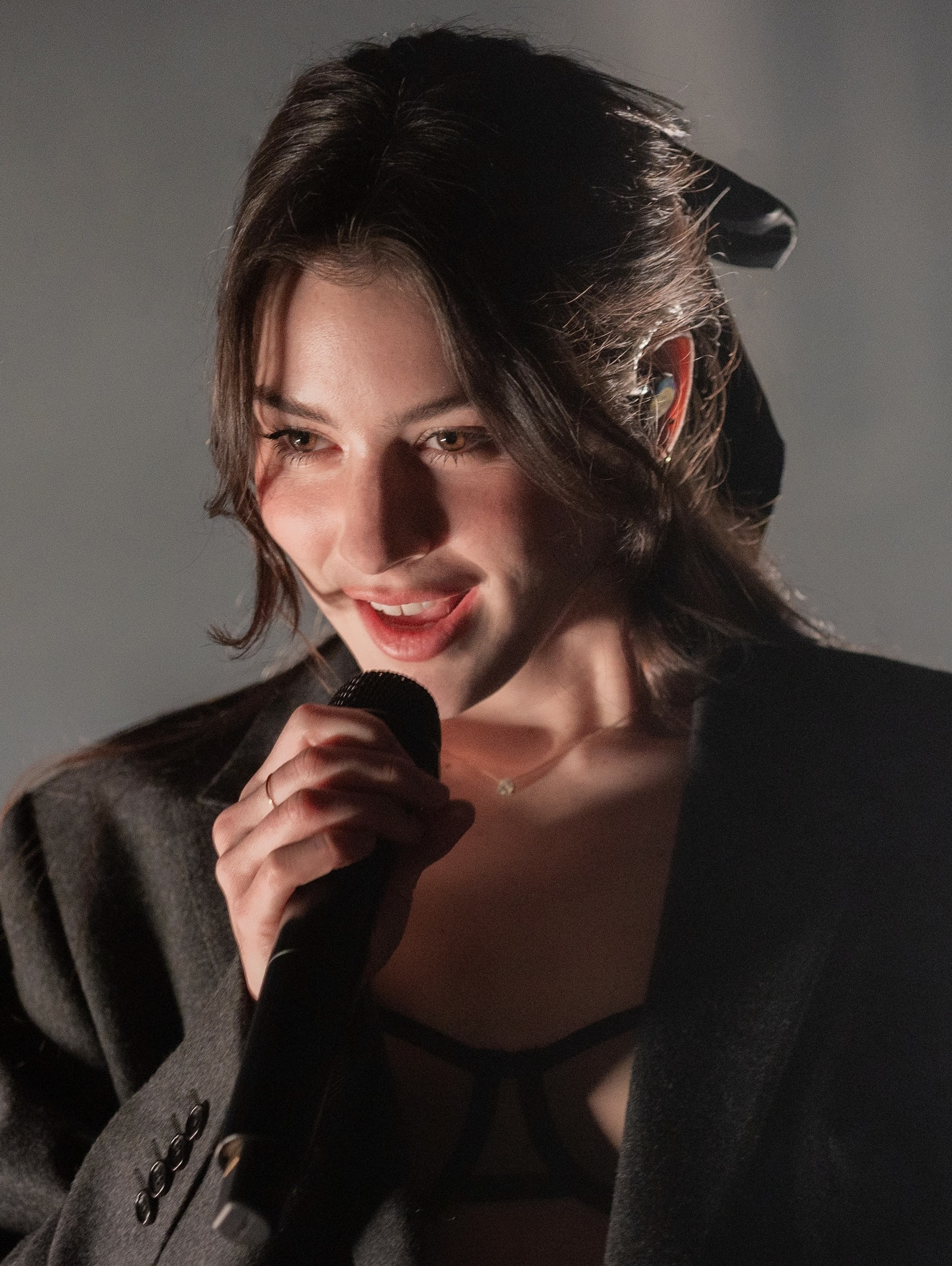
Gracie Abrams (2022)

Gracie Madigan Abrams (* 7. September 1999 in Los Angeles) ist eine US-amerikanische Singer-Songwriterin. Sie steht bei Interscope Records unter Vertrag und erlangte erste Bekanntheit durch die Veröffentlichung ihrer Debüt-EP „Minor“ (2020) sowie der Nachfolge-EP „This Is What It Feels Like“ (2021). Zudem veröffentlichte sie mehrere Singles, darunter „That’s So True“ und „I Miss You, I’m Sorry“.
2023 wurde sie für den Grammy Award for Best New Artist nominiert. Außerdem trat sie als Vorgruppe auf Olivia Rodrigos „Sour Tour“ sowie auf Taylor Swifts „The Eras Tour“ auf.  

## Leben
Gracies Abrams Vater ist der amerikanische Drehbuchautor und Filmproduzent J. J. Abrams, ihre Mutter die PR-Expertin Katie McGrath, die unter anderem Leiterin der Kommunikationsabteilung von MTV Networks gewesen ist. Sie wuchs in Los Angeles auf und begann im Alter von acht Jahren mit dem Songwriting. Sie besuchte die „Archer School for Girls“. Im Jahr 2018 schloss sie die Highschool ab und begann ein Studium der internationalen Beziehungen am Barnard College. Dieses pausierte sie dann nach dem ersten Jahr, um sich auf die Musik zu konzentrieren.

## Musikkarriere
Im Oktober 2019 veröffentlichte Interscope Records ihre erste Single (Mean It). Im Juli 2020 folgte ihre Debüt-EP Minor. Am 24. März 2021 kam die Single Unlearn heraus, die sie mit Benny Blanco aufgenommen hatte. Im Mai 2021 folgte Abrams’ Single Mess It Up, im Oktober 2021 die Single Feels Like, die im November 2021 auch auf Abrams’ zweiter EP This Is What It Feels Like veröffentlicht wurde. Zur EP startete sie im Februar 2022 die This Is What It Feels Like Tour, die im Mai 2022 endete. Parallel dazu war Gracie Abrams auch im Vorprogramm von Olivia Rodrigos Sour Tour aufgetreten.
Am 24. Februar 2023 brachte sie mit Good Riddance ihr erstes Album auf den Markt. Nach dem Album-Release ging sie mit der Good Riddance Tour auf ihre dritte Headliner-Konzerttournee. Diese umfasste 44 Termine in Nordamerika, Europa und Australien und begann am 6. März 2023 in Chicago. Sie endete am 21. Januar 2024 in Melbourne. Bei Taylor Swifts The Eras Tour trat Abrams 2023 und auch wieder 2024 im Vorprogramm auf.
Außerdem wurde sie 2024 bei den 66th Annual Grammy Awards für die Auszeichnung in der Kategorie „Best New Artist“ nominiert. Am 21. Juni 2024 erschien ihr zweites Album The Secret of Us.

## Diskografie
Studioalben

| Jahr | Titel Musiklabel                          | Höchstplatzierung, Gesamtwochen, AuszeichnungChartplatzierungen (Jahr, Titel, Musiklabel, Platzierungen, Wochen, Auszeichnungen, Anmerkungen) | Höchstplatzierung, Gesamtwochen, AuszeichnungChartplatzierungen (Jahr, Titel, Musiklabel, Platzierungen, Wochen, Auszeichnungen, Anmerkungen) | Höchstplatzierung, Gesamtwochen, AuszeichnungChartplatzierungen (Jahr, Titel, Musiklabel, Platzierungen, Wochen, Auszeichnungen, Anmerkungen) | Höchstplatzierung, Gesamtwochen, AuszeichnungChartplatzierungen (Jahr, Titel, Musiklabel, Platzierungen, Wochen, Auszeichnungen, Anmerkungen) | Höchstplatzierung, Gesamtwochen, AuszeichnungChartplatzierungen (Jahr, Titel, Musiklabel, Platzierungen, Wochen, Auszeichnungen, Anmerkungen) | Anmerkungen                                               |
| Jahr | Titel Musiklabel                          | DE | AT | CH | UK | US | Anmerkungen                                               |
| ---- | ----------------------------------------- | --- | --- | --- | --- | --- | --------------------------------------------------------- |
| 2023 | Good Riddance Interscope Records (UMG)    | DE19 (2 Wo.)DE | AT63 (1 Wo.)AT | CH92 (1 Wo.)CH | UK3 Silber · (1 Wo.)UK | US52 (1 Wo.)US | Erstveröffentlichung: 24. Februar 2023 Verkäufe: + 60.000 |
| 2024 | The Secret of Us Interscope Records (UMG) | DE4 Gold · (… Wo.)DE | AT4 (54 Wo.)AT | CH5 (39 Wo.)CH | UK1 Gold · (… Wo.)UK | US2 (… Wo.)US | Erstveröffentlichung: 21. Juni 2024 Verkäufe: + 633.500   |

## Auszeichnungen
iHeartRadio Music Awards
- 2024: in der Kategorie „Social Star Award“[5]
- 2025: in der Kategorie „Breakthrough Artist of the Year“[6]

## Tourneen

### Als Headliner
- 2021: I Miss You, I’m Sorry
- 2022: This Is What It Feels Like
- 2023: Good Riddance
- 2024: The Secret of Us

### Als Supporting Act
- 2022: Olivia Rodrigo – Sour Tour
- 2023–2024: Taylor Swift – The Eras Tour